# 제갈상

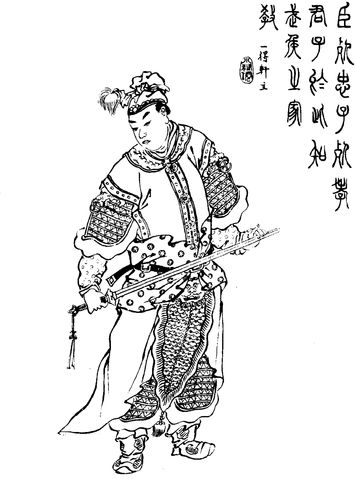

제갈상(諸葛尙, 245년 ~ 263년)은 중국 삼국시대 촉한의 장수로, 제갈첨의 장자이자 제갈량의 손자이다. 263년 조위가 대규모로 촉을 침공하자, 면죽에서 전사했다.

## 행적
263년 위의 촉 정벌 당시 위나라의 대대적인 공세로 촉한이 존망의 위기에 처하자, 부친 제갈첨과 함께 면죽관으로 나아가 등애의 군세를 막았으나 중과부적이었다. 제갈첨이 적에게 당해내지 못하고 자결하자,
"아버님이 돌아가셨는데 나 혼자 살아남을 수 없다"
라며 성을 나서 분투하다 전사하였다.
《화양국지》에는 다음과 같이 전한다. 제갈상은 “부자가 나라에 중은을 입고도 일찍이 황호를 참수하지 못해 패배에 이르렀으니 목숨을 보존한들 무슨 소용이 있겠는가!”탄식하고 위군에게로 돌진해 죽었다.

## 같이 보기
- 삼국지 인물 목록